# Unione Sportiva Grosseto Football Club 2003-2004
Questa pagina raccoglie le informazioni riguardanti l'Unione Sportiva Grosseto Football Club nelle competizioni ufficiali della stagione 2003-2004.

## Rosa
| N. |                   | Ruolo | Calciatore           |
| -- | ----------------- | ----- | -------------------- |
|    | Italia (bandiera) | A     | Salvatore Ambrosino  |
|    | Italia (bandiera) | D     | Fabrizio Anselmi     |
|    | Italia (bandiera) | A     | Maurizio Baciocchi   |
|    | Italia (bandiera) | D     | Samuele Bogi         |
|    | Italia (bandiera) | C     | Stefano Botteghi     |
|    | Italia (bandiera) | C     | Giacomo Callegari    |
|    | Italia (bandiera) | A     | Massimo Cicconi      |
|    | Italia (bandiera) | A     | Massimo Dalle Nogare |
|    | Italia (bandiera) | C     | Ulisse Di Pietro     |
|    | Italia (bandiera) | A     | Simone Di Rita       |
|    | Italia (bandiera) | C     | Andrea Doardo        |
|    | Italia (bandiera) | C     | Massimo Epifani      |
|    | Italia (bandiera) | C     | Michele Fusi         |
|    | Italia (bandiera) | D     | Cristian Galliano    |
|    | Italia (bandiera) | D     | Luigi Garzya         |
|    | Italia (bandiera) | A     | Marco Ghizzani       |
|    | Italia (bandiera) | A     | Giuseppe Giglio      |

| N. |                   | Ruolo | Calciatore               |
| -- | ----------------- | ----- | ------------------------ |
|    | Italia (bandiera) | C     | Alfonso Greco            |
|    | Italia (bandiera) | D     | Enrico Gutili            |
|    | Italia (bandiera) | A     | Giovanni Lisi            |
|    | Italia (bandiera) | D     | Manuel Marchetti         |
|    | Italia (bandiera) | D     | Vincenzo Maiuri          |
|    | Italia (bandiera) | P     | Massimo Marconato        |
|    | Italia (bandiera) | D     | Sebastiamo Massimo Miano |
|    | Italia (bandiera) | C     | Francesco Mocarelli      |
|    | Italia (bandiera) | A     | Andrea Musacco           |
|    | Italia (bandiera) | D     | Massimilano Piolanti     |
|    | Italia (bandiera) | A     | Anselmo Robbiati         |
|    | Italia (bandiera) | A     | Miraldo Sabatini         |
|    | Italia (bandiera) | A     | Riccardo Sardelli        |
|    | Italia (bandiera) | A     | Christian Scarlato       |
|    | Italia (bandiera) | C     | Daniele Scartozzi        |
|    | Italia (bandiera) | P     | Cristian Tosti           |
|    | Italia (bandiera) | D     | Simone Venturi           |